# 青草祭
青草祭，由臺灣新北市瑞芳區金瓜石勸濟堂在端午節當日召集地方居民，依循神明輦轎指示，至附近地區採集青草，經特定程序與儀式，製作成青草藥丸，供信眾求取服用，為地方共同參與之民俗活動。至今已流傳百年，由於此民俗活動在農曆五月初五進行，在地耆老習慣稱「五月節」或「採草藥煉丹丸」，近年來才統稱「青草祭」。

## 緣起
「採草藥煉丹丸」是金瓜石地區的端午民俗祭儀，為地方信仰中心勸濟堂流傳百年的傳統。1894年發現大金瓜礦脈露頭後，金瓜石逐漸形成礦山聚落， 由於當時醫療條件不佳，在潮濕多雨的金瓜石山區，特別是春夏交替、暑氣旺盛、蚊蟲孳生，容易導致疫病，居民大多是礦工，如生病就醫，往往難以負擔昂貴的醫療費用，因而仰賴信仰支持的民俗醫療，祈求神明賜予青草藥丸治病。
過去每年廟方會視青草藥丸庫存量決定是否需要進行採草製藥，但現今醫療環境改善，青草藥丸需求相對降低，自2007年起停辦。為了將這項傳統民俗祭儀完整紀錄，延續礦山地方信仰精神，勸濟堂於2018年進行青草祭， 由新北市立黃金博物館參與紀錄，並與廟方合作策劃特展「採˙煉百草丹－再現金瓜石青草祭」，以「百草丹」名稱文字示意青草藥丸。

## 流程

### 採集青草
農曆端午節當日舉辦青草祭，採集草藥。上午8點由廟方執事人員擲筊請出指藥神尊，每次請出神尊不同，以紅布固定於輦轎後，恭迎至大卡車，開車前往東北角南雅、和美等聚落。根據廟方經驗，由於金瓜石礦區土壤不利植物生長，加上多次火燒山，採集草藥需至東北角海岸地區。 南雅聚落拜訪的是主祀三府王爺的南新宮， 貢寮和美聚落則是拜訪供奉延平郡王的保安宮，執事人員先燒金紙、放炮，入廟參拜後，神轎過火後，由兩人肩扛輦轎，往廟宇附近山區進行神明採藥，抬轎人員以搖擺輦轎並透過轎柄傳達神明指示需採集的青草，由工作人員及參與的信眾儘速摘採。回程再到海岸岩石區採集草藥，歷時約6-7小時。

### 製作藥丸
採摘藥草後，隔日起進行製藥過程，於勸濟堂廟埕、戲台製作，通常由社區居民共同協力。首先由執事人員燒焚淨符，點燃淨爐，製藥過程中淨爐需持續焚香，維持潔淨空間並祈求神靈賦予草藥治癒之庇佑。摘回的各式青草必經由眾人合力進行洗草、切草、搗搥、揉製、曝曬等繁複步驟，至少需時二週以上。
此外，廟方需擲筊請示神明採買補充的中藥材清單，再加入中藥材混合製藥。

## 使用
民眾先向勸濟堂主神關聖帝君擲筊請示求取青草藥丸，同意後再向廟方執事人員索取並詢問使用方法。